# Giuncarico
Giuncarico est une frazione de la commune de Gavorrano, province de Grosseto, en Toscane, Italie. Au moment du recensement de 2011 sa population était de 449 habitants.

## Géographie
Le hameau est situé dans la Maremme grossetaine, à 25 km de la ville de Grosseto.

## Histoire
Le centre a été construit au début du Moyen Âge, presque certainement au cours du VIIIe siècle. Au cours des siècles suivants, elle fut contrôlée, d'abord par les Aldobrandeschi, puis par la branche Travale de la famille Pannocchieschi (it).
Au XIIIe siècle, la ville passa sous l'influence de la république de Sienne, même si elle n'en fit partie que vers le milieu du XVe siècle. Au milieu du XVIe siècle, Giuncarico fut incorporé au grand-duché de Toscane à la suite de la chute définitive de Sienne.

## Monuments
- Murailles de Giuncarico : Fortifications médiévales du XIe siècle
- Église Sant'Egidio (XIIIe siècle), reconstruite en 1930
- Oratoire du Santissimo Crocifisso, construit en 1892
- Ermitage de Sant'Ansano (XVIIe siècle) : ruines
- Palazzi :
  - Palazzo Pretorio (XVIe siècle)
  - Palazzo Camaiori-Piccolomini (XVe siècle)
  - Palazzo Tedeschini-Camaiori (XVIIe siècle)
  - Palazzo Bonaiuti (XIXe siècle)